# Warszawska Ulica
Warszawska Ulica – część wsi Rozwadówka w Polsce, położona w województwie lubelskim, w powiecie bialskim, w gminie Sosnówka.
W latach 1975–1998 Warszawska Ulica administracyjnie należała do województwa bialskopodlaskiego.